# Augusta (Kentucky)
Augusta – miasto w Stanach Zjednoczonych, w stanie Kentucky, w hrabstwie Bracken.